# Gerry Sorensen
Gerry Sorensen, née le 15 novembre 1958 à Kimberley, est une ancienne skieuse alpine canadienne, spécialiste de la descente.

## Palmarès

### Jeux olympiques
| Édition / Épreuve | Descente | Slalom géant | Slalom |
| ----------------- | -------- | ------------ | ------ |
| JO 1984 Sarajevo  | 7e       | —            | —      |

### Championnats du monde
| Épreuve / Édition        | Descente | Slalom géant | Slalom | Combiné |
| Mondiaux 1982 Schladming | Or       | 33e          | —      | —       |

### Coupe du monde
- Meilleur résultat au classement général : 12e en 1982
  - 5 victoires : 4 descentes et 1 combiné

#### Différents classements en coupe du monde
| Saison / Épreuve | Saison / Épreuve | Général | Général | Descente | Descente | Géant  | Géant  | Combiné | Combiné |
| ---------------- | ---------------- | ------- | ------- | -------- | -------- | ------ | ------ | ------- | ------- |
| Saison / Épreuve | Saison / Épreuve | Class.  | Points  | Class.   | Points   | Class. | Points | Class.  | Points  |
| 1981             | 1981             | 31e     | 45      | 12e      | 39       | 34e    | 2      | 22e     | 4       |
| 1982             | 1982             | 12e     | 90      | 4e       | 81       | -      | -      | 16e     | 9       |
| 1983             | 1983             | 39e     | 34      | 11e      | 36       | -      | -      | -       | -       |
| 1984             | 1984             | 12e     | 100     | 4e       | 70       | 23e    | 15     | 12e     | 25      |

#### Détail des victoires
| Édition / Épreuve | Descente          | Combiné           | Total |
| 1981              | Haus im Ennstal   | -                 | 1     |
| 1982              | Grindelwald (X2)  | -                 | 2     |
| 1984              | Puy-Saint-Vincent | Puy-Saint-Vincent | 2     |
| Total             | 4                 | 1                 | 5     |

### Arlberg-Kandahar
- Meilleur résultat : 4e place dans la descente 1983-84 à Val-d'Isère